# Тератогенное действие
Тератоге́нное де́йствие (от греч. τέρατος, род. п. от греч. τέρας — чудовище, урод; и др.-греч. γεννάω — рождаю) — нарушение эмбрионального развития под воздействием тератогенных факторов — некоторых физических, химических (в том числе лекарственных препаратов) и биологических агентов (например, вирусов) с возникновением морфологических аномалий и пороков развития.

## Общие сведения
Чувствительность к тератогенному воздействию зависит от стадии эмбрионального развития: у человека на стадии бластоцисты воздействие неблагоприятных (в том числе тератогенных) факторов приводит к гибели части бластомеров (клеток бластоцисты): при повреждении большого числа бластомеров зародыш гибнет, при повреждении относительно небольшого количества бластомеров дальнейшее развитие не нарушается. Максимальная чувствительность к тератогенным факторам у эмбриона человека приходится на 18—60-е сутки развития, то есть период интенсивной клеточно-тканевой дифференциации и органогенеза. По окончании этого периода неблагоприятные воздействия обычно приводят не к порокам развития, а к недоразвитию или функциональной незрелости органов плода.

## История понятия
Тератология издавна привлекала людей, которые с интересом рассматривали различные варианты нарушений и отклонений от нормы. В Средние века богатые люди собирали карликов, сиамских близнецов и других людей с различными явными физическими нарушениями.
Позже было замечено, что некоторые вещества, растительные препараты или физические воздействия способны повышать частоту возникновения уродств.
Особенно сильное внимание к проблеме тератогенности лекарственных препаратов было приковано в середине XX века, после скандала со снотворным — талидомидом, вызвавшим в европейских странах массовые нарушения развития конечностей у детей, матери которых применяли во время беременности этот препарат, этот случай назван впоследствии «Талидомидовой трагедией» и имел важное значение в формировании системы контроля лекарственных средств.
В конце XX века тесты на тератогенность и мутагенность веществ вошли в практику контроля большинства новых синтезированных веществ, отходов производства, а также давно выпускаемых крупнотоннажных продуктов химической промышленности.

## Тератогенность
Тератогенность — способность физических, химических или биологических факторов вызывать нарушения процесса эмбриогенеза, приводящих к возникновению врождённых уродств (аномалий развития) у людей или животных.

## Применение тестов на тератогенность

### В фармакологии
Классификация лекарственных средств по степени тератогенности (США)
- Категория А — препараты с невыявленным тератогенным действием ни в клинике, ни в эксперименте. Полностью исключить риск тератогенности не позволяют никакие исследования.
- Категория В — препараты, у которых отсутствовала тератогенность в эксперименте, однако клинических данных нет.
- Категория С — препараты, оказывающие неблагоприятное действие на плод в эксперименте, но адекватного клинического контроля нет.
- Категория D — препараты, оказывающие тератогенное действие, но необходимость их применения превышает потенциальный риск поражения плода. Эти препараты назначают по жизненным показаниям. Женщина должна быть информирована о возможных последствиях для плода.
- Категория Х — препараты с доказанной тератогенностью в эксперименте и клинике. Противопоказаны при беременности.

### В экологии
Тесты на тератогенность входят в программу исследований веществ с целью уточнения их потенциальной опасности для человека и окружающей среды.